# Curt Hoffmann (Politiker)
Curt Hoffmann (* 16. November 1897 in Greifenhagen/Oder; † 29. November 1961 in Lübeck) war ein deutscher Staatswissenschaftler und Politiker der FDP.

## Leben und Beruf
Hoffmann studierte nach dem Abitur Volkswirtschaft und Rechtswissenschaften an der Universität Greifswald. Von 1922 bis 1945 war er Syndikus und Geschäftsführer der IHK Stettin. Seit 1932 war er zudem Geschäftsführer der Spediteurvereinigung.  Die Historiker Danker und Lehmann-Himmel charakterisieren ihn in ihrer Studie über das Verhalten und die Einstellungen der Schleswig-Holsteinischen Landtagsabgeordneten und Regierungsmitglieder der Nachkriegszeit in der NS-Zeit als höheren Verbandsfunktionär als „systemtragend-karrieristisch“.
Nach dem Zweiten Weltkrieg ließ er sich 1945 als Heimatvertriebener in Lübeck nieder. 1946 fand er eine Anstellung als kaufmännischer Angestellter. 1949 wurde er Geschäftsführer des Verbandes der Salzheringsimporteure Deutschlands.
Er gehörte zu den Mitbegründern der Pommerschen Landsmannschaft und wurde am 30. Juli 1949 zum Vorsitzenden der Arbeitsgemeinschaft der Heimatkreisbetreuer innerhalb der Landsmannschaft gewählt (bis 11. Januar 1950).

## Abgeordneter
Hoffmann beantragte am 4. November 1937 die Aufnahme in die NSDAP und wurde rückwirkend zum 1. Mai desselben Jahres aufgenommen (Mitgliedsnummer 5.904.875).
Er, der 1949 der FDP beitrat, war von 1950 bis 1954 Mitglied des Landtages von Schleswig-Holstein, wo er den Wahlkreis Lübeck-Mitte vertrat, und seit dem 24. Februar 1952 Fraktionsvorsitzender der FDP. Er gehörte außerdem dem ersten Deutschen Bundestag seit dem 15. Juni 1951, als er für Fritz Oellers nachrückte, bis zum Ende der Wahlperiode an. Er war Mitglied der Bundesversammlung 1954, die Theodor Heuss als Bundespräsidenten wiederwählte.

## Veröffentlichungen
- Die historische Entwicklung des Stettiner Getreidehandels bis zum Ausbruch des Weltkrieges, unter besonderer Berücksichtigung der Zoll- und Eisenbahntarifpolitik des Deutschen Reiches. Adler, Greifswald 1922, OCLC 70871517 (Promotionsschrift Universität Greifswald).
- Kreis Greifenhagen im Bild. (= Unvergessene Heimat). Hamburg 1959, OCLC 36751300.